# حزب النصر (تركيا)
حزب النصر هو حزب سياسي يميني قومي كمالي، مناهض للاجئين في تركيا، تأسس في 26 أغسطس 2021 تحت قيادة أوميت أوزداغ. ويمثله في الجمعية الوطنية الكبرى نائب واحد هو أوزداغ نفسه.
حزب النصر هو استمرار لحركة أييلديز التي بدأها أوميت أوزداغ، والتي أصبحت حركة شبابية بعد تأسيس الحزب. تم تقديم الالتماس التأسيسي للحزب إلى وزارة الداخلية في 26 أغسطس 2021 ثم تم تشكيل الحزب رسميًا. يؤيد زعيم الحزب أوزداغ الإعادة القسرية للاجئين بناءً على بروتوكول عام 1967 للمفوضية السامية للأمم المتحدة لشؤون اللاجئين الذي ينص على المادة 9 "لا شيء في هذه الاتفاقية يمنع دولة متعاقدة في وقت الحرب أو غيرها من الظروف الخطيرة والاستثنائية من اتخاذ تدابير مؤقتة تعتبرها أن تكون ضرورية للأمن القومي في حالة شخص معين، ريثما تقرر الدولة المتعاقدة أن هذا الشخص هو في الواقع لاجئ وأن استمرار هذه التدابير ضروري في حالته لصالح الأمن القومي.
أعلن زعيم الحزب أوميت أوزداغ أن عمدة أنقرة منصور يافاش هو المرشح المفضل للشعب «بناءً على العديد من الاتصالات التي أجروها» و«دعوه للواجب» للانتخابات الرئاسية لعام 2023، على الرغم من أن يافاش عضو في حزب الشعب الجمهوري. صرح يافاش أن الإعلان كان بدون علمه وموافقته، وأعلن أنه لم يكن مرشحًا للرئاسة. أكد أوميت أوزداغ أن تصريحه لم يكن بموافقة رئيس بلدية أنقرة، مدعيًا أنه «سيكون مؤامرة إذا أبلغنا منصور يافاش» ضد أحزاب المعارضة الأخرى.